# Muzej Izraela
Muzej Izraela u Jeruzalemu (hebr. מוזיאון ישראל,ירושלים, Muze'on Yisrael, Yerushalayim) je nacionalni muzej Izraela sa sjedištem u Jeruzalemu, osnovan 1965. godine. Nalazi se u četvrti Giva Ram, u blizini Kneseta, izraelskog Vrhovnog suda, Hebrejskog sveučilišta, Nacionalni Campus za arheologiju Izrael i Muzej biblijskih zemalja.
Smatra se jednim od vodećih umjetničkih i arheoloških muzeja na svijetu. Osnovan je na poticaj nekadašnjeg gradonačelnika Teddyja Kolleka. Poznat je po velikoj zbirci eksponata biblijske arheologije, židovske obredne umjetnosti, etnografije, lijepih umjetnosti, predmeta iz Afrike, Sjeverne i Južne Amerike, Oceanije i Dalekog Istoka, te rijetkih rukopisa i drevnih statua. Unutar muzeja se nalazi i specifično oblikovana zgrada poznata kao Svetište Knjige, koja sadrži Svitke s Mrtvog mora i predmete otkrivene u Masadi. U muzeju se nalazi ukupno preko 500.000 eksponata, od kojih se njih 7.000 mogu pogledati online.

## Galerija
- svetište knjige
- Maketa Jeruzalemskog hrama
- Muzej Izraela

## Vanjske poveznice
- (heb.) Službene stranice
- (engl.) Službene stranice
- (engl.) Programi i raspored događanja  Arhivirana inačica izvorne stranice od 24. siječnja 2011. (Wayback Machine)